# Камчатка
Камчатка (рус. Камча́тка) је полуострво које се налази на Далеком истоку Русије. Ово огромно полуострво је дуго 1.250 km и има површину од 472.300 km². Лежи између Тихог океана на истоку, Охотског мора на западу. У близини њене тихоокеанске обале лежи џиновски морски ров Курил-Камчатка, дубок 10.500 m. На Камчатки се налазе и Вулкани Камчатке, које је Организација Уједињених нација за образовање, науку и културу прогласила светском баштином.
Камчатка, острво Карагински и Командирска острва сачињавају Камчатску Покрајину, једна од осам руских покрајина, које између осталих сачињавају руске федералне субјекте. У овој области живи око 402.500 становника, од чега су већина Руси, али има и око 13.000 Корјака. Више од пола становништва живи у местима Петропавловск Камчатски (192.028 становника) и Јељизово (41.533).

## Географија и клима
Камчатка је обилата рекама и језерима, али и бројним вулканима и гејзирима. Река Камчатка и њена долина су оивичене величанственим појасом од око 160 вулкана, од којих је 29 још увек активно. Деветнаест њих је уврштено у Унескову светску баштину као „један од најистакнутијих примера вулканских региона у свету“..
Највиши вулкан је Кључевски вулкан (висок око 4.750 метара), а вероватно најлепши је Кронотски, због чијег савршеног купастог облика су га Роберт и Барбара Декер, познати вулканолози, окарактерисали као првог кандидата за најлепши светски вулкан. Из Петропавловска Камчатског се могу голим оком видети вулкани Корјакски, Авачински и Козелски.
У самој средини полуострва Камчатке се налази чувена долина гејзира, која је делимично уништена јаким клизањем земљишта у јуну 2007. године

### Реке
Већина река Камчатке извире у подножју планина и ледника, чиме се објашњава квалитет и чистоћа воде у њима. У периоду мрешћења рибе на Камчатку се сјати мноштво туриста и љубитеља риболова, али и природних риболоваца попут мрких медведа.
Многе реке Камчатке су погодне за спортско сплаварење, од којих су најпопуларније реке Авача и Бистраја. И највећа река на Камчатки, Камчатка, погодна је за сплаварење у одређеним својим деловима и каналима.
Остале реке на Камчатки:
- Пенжина
- Жупанова
- Опала
- Шћапина
- Бјелогаловаја

### Језера
- Штубеља
- Голигинско
- Куриљско
- Кроноцко
- Начикинско
- Сокочинско
- Глаз [8]

Захваљујући рову Курил-Камчатка, цунамији и земљотреси нису ретки. 16. октобра 1737. и 4. новембра 1952. године су се десила два земљотреса услед померања тектонских плоча, јачине 9-9,3 и 9.0 степени Рихтерове скале, а најскорији лакши земљотрес се десио у априлу 2006.
Количина падавина које падну на Камчатку је око 2.700 милиметара годишње. Лета су умерено хладна, а зиме обилују олујама са ретком грмљавином.
Најјужнија тачка Камчатке је рт Лопатка.

### Вулкани
Реку Камчатку и средишњу долину којом она тече наткриљују велики вулкански појасеви с око 160 вулкана, од којих су 29 активни. Полуострво је густо посуто вулканима и вулканским појавама, а 19 активних вулкана су укључени у 6 локација под заштитом Унеска.
Највиши вулкан је Кључевскаја Сопка (4,750 м), највећи активни вулкан на северној хемисфери, док је најупечатљивији Корјакски, чија је купа готово савршеног облика и што га по некима чини можда најлепшим вулканом на свету. Нешто доступнији су 3 вулкана који се виде из града Петропавловск-Камчатскија: Корјакски, Авачински и Козелски. У средишту Камчатке је позната Долина гејзира, која је делом уништена огромним лавинама блата у јуну 2007.
Захваљујући Курилско-камчатској бразди, дубоки сеизмички догађаји и цунамији су чести. Пар изузетно јаких потреса, познатих под именом Потреси на Камчатки, догодили су се 16. октобра 1737. и 4. новембра 1952. испред обале Камчатке. Магнитуда ових потреса била је ~9,3 односно 8,2 Мс. Низ плићих потреса догодио се и релативно недавно, у априлу 2006.

## Копнени и водени животињски свет
Камчатка обилује врло разноврсним животињским светом. За ово се може захвалити великом броју дивљих река, близини вода северозападних делова Тихог океана, Беринговог мора и Охотског мора, малом броју људи и ниском нивоу индустријализације, свежој клими која се креће од умерене до субарктичке, као и разноликом рељефу.
Поред осталих копнених сисара, Камчатка је најпознатија по стаништима мрких медведа. У заштићеном природном крају Кронотски се процењује да их има три до четири јединке на сваких 100 km². Поред мрких медведа, ту су вукови, арктичке и друге лисице, затим собољ, рис и ждеравац, неколико врста ласица, хермелина и речних видри. На Камчатки живе и глодари попут зечева, мрмота, леминга и неколико врста веверица. Неколико великих копитара попут муфлона, ирваса и лосева, такође живе на овим подручјима.
На Камчатки се легу велики штекавци, који представљају једну од највећих врста орлова, скупа са златним орлом и норвешким соколом.
Што се тиче морског животињског света, Камчатка садржи вероватно највећи број врста лососа, укључујући свих шест пацифичких лососа (чавичу, кету, чижуча, симу, горбушу и њерку). Биолози процјењују да од једне шестине до једне четвртине лососа Тихог океана изроди управо Камчатка. Курилско језеро је највеће мрестилиште њерке евроазијских простора. Као одговор на огромну потражњу лососа у свету, око 24.000 km² дуж лососом најбогатијих камчатских река је у процесу проглашавања заштићеном природном средином.
Од китова који се често могу наћи у северозападним деловима Тихог океана и Охотског мора, ту су китови убице, морске свиње, грбави китови, уљешуре, китови перајари, сиви китови, кљунасти китови, минке и Далови китови. Лети се ту хране и плави китови.
На Камчатки, у већем делу острва, могу се наћи северне крзнате фоке, морски лавови, пегаве и обичне фоке. брадате фоке и моржеви се могу наћи на пацифичкој обали, а фоке из врсте Histriophoca fasciata се размножавају у Карагинском заливу. Морске видре се већим делом налазе на јужном крају Камчатке.
Камчатка остварује зараду од продаје ракова попут огромних камчатских краба и капица, затим лигњи, а од риба харинге, бакалара, као и разних врста рибе листа попут пловца.
Од морских птица, овде можемо наћи северног галеба, морског галеба, морског папагаја, црвеноглавог корморана и друге.

## Историја и истраживање полуострва
Московска Русија је заузела и прогласила Камчатку својом територијом у 17. веку. Иван Камчатиј, Семјон Дежњов, Козак Иван Рубец и други руски истраживачи су истраживали ове области током владавине цара Алексеја Михајловича Романова. Након обиласка ових области, вратили су се са причама о „земљи ватре“, богатој рибом и крзненим животињама.
Године 1697. Владимир Атласов, оснивач насеобине Анадир, повео је групу од 65 козака и 60 Јукагирских домородаца да истраже ово полуострво. Саградио је две тврђаве дуж реке Камчатке, које су руски ловци на крзно користили да продају свој улов.
Од 1704. до 1706. године, настале су козачке колоније Горњи и Доњи Камчатски. Далеко од очију цара, Козаци су овде били неприкосновени владари области. Иступи против цара су у једном тренутку порасли до тог степена да је северозападна администрација у Јакутску послала Атласова са овлашћењем да поврати ред у тој области, али је тада било касно. Локалне козачке вође су имале велику моћ у својим рукама да су успеле да убију Атласова 1711. године, иако је у свом походу добио на располагање војску и тешко наоружање. Од тог тренутка, Камчатка је постала самоуправна област, са јако мало мијешања јакутских власти.
До 1713. године, у тој области је живело око пет стотина Козака. Устанци су били чести, а највећи устанак је био 1731. године, када су становници Доњег Камчатског подигли буну, након чега је услиједио масакр над њима. Остали Козаци су се прегруписали и, имајући на располагању топове и ватрено оружје, крваво смирили буну.
Други поход на Камчатку, под вођством данског истраживача Витуса Беринга, је отпочео фазу већег отварања Камчатке ка унутрашњости Русије. То је било потпомогнуто и чињеницом да је руска власт искористила ту област за прогон својих осуђеника. 1755. године, Стјепан Крашењиников је објавио први детаљни опис полуострва под називом „Опис земље Камчатке“. Руска влада је подстицала комерцијалне активности Руско-америчке компаније поклањајући новопридошлицама посједе на полуострву. До 1812. године, домородачка популација се смањила на око 3.200 људи, а руска попела на око 2.500.
Године 1854. Французи и Британци, који су се борили против руских снага на полуострву Крим, напали су Петропавловск Камчатски. Током опсаде Петропавловска, 988 људи са свега 68 топова су успели да одбране одступницу против 6 бродова са 206 топова и 2.540 француских и британских војника. Упркос херојској одбрани, Петропавловск Камчатски је у име тактике после повлачења француске и британске војске напуштен. Наредне године, када је нови талас непријатељских снага напао град, град је затечен напуштен и опустошен. Фрустрирани, бродови су бомбардовали град и повукли се.
Наредних педесет година су представљале тежак период за Камчатку. Војна морнарица је премештена у Уст-Амур, а 1867. године Русија је продала Аљаску Сједињеним Америчким Државама, што је значило да Петропавловск Камчатски више није место проласка трговаца у америчку зону. 1860. године је основан Приморски регион, а Камчатка је стављена под његову управу. Године 1875. острво Сахалин је припало Русији, а Јапану су заузврат предата Курилска острва. Број Руса на Камчатки је остао око 2.500 пред крај 19. века, а број домородаца је порастао на око 5.000.
Други светски рат није имао претераног утицаја на Камчатку, осим што је послужила као лансирна локација за инвазију на Курилска острва пред крај 1945. године. Након рата, Камчатка је проглашена војном зоном. Због тога, Руси нису имали приступ Камчатки до 1989. године, а странци до 1990.